# Per quando noi non ci saremo
Per quando noi non ci saremo è il primo album in studio del gruppo musicale italiano dei Nomadi, pubblicato in Italia dalla Columbia nel 1967.

## Il disco
L'album comprende molte canzoni già pubblicate come singolo a 45 giri già dall'anno precedente come Noi non ci saremo/Spegni quella luce, Come potete giudicar (il primo successo del gruppo), Dio è morto e Per fare un uomo.
Oltre alle canzoni in cui compare ufficialmente come autore, Francesco Guccini lo è anche dei brani Noi non ci saremo e Noi, depositate però alla Siae da Tony Verona e dal maestro Mansueto Deponti (che usava lo pseudonimo Pontiack) perché nel 1966 Guccini non era ancora iscritto.
Il brano che dà il titolo al disco è una poesia di Guccini su musica di Cesare Tagliazucchi e Beppe Carletti, recitata non da Augusto Daolio, che era la voce solista del gruppo, ma dal doppiatore milanese Luigi Paoletti, non accreditato sul disco.
Sono presenti nel disco alcune cover: oltre a Come potete giudicar (The Revolution Kind, successo da solista di Sonny Bono), Ti voglio è la versione in italiano di I want you di Bob Dylan, contenuta in Blonde on Blonde, mentre Quattro lire e noi è My mind's eye, successo degli Small Faces.
Baradukà è un brano strumentale, mentre Ma piano (Per non svegliarmi), scritta da Gianni Meccia, era stata presentata con testo differente al Festival di Sanremo 1967, cantata da Nico Fidenco e Cher, senza accedere alla finale. In questo primo album tutte le canzoni sono cantate da Augusto Daolio.

## Tracce

### Lato A
1. Per quando noi non ci saremo – 1:37 (testo: Francesco Guccini – musica: Cesare Tagliazucchi e Beppe Carletti)
2. Come potete giudicar – 3:08 (testo: Tony Verona – musica: Sonny Bono)
3. Spegni quella luce – 2:16 (testo: Tony Verona – musica: Pontiack)
4. Quattro lire e noi – 1:58 (testo: Vito Pallavicini – musica: Steve Marriott e Ronnie Lane)
5. Ti voglio – 2:49 (testo: Giorgio Calabrese – musica: Bob Dylan)
6. Noi non ci saremo – 2:39 (Francesco Guccini)

Durata totale: 14:27

### Lato B
1. Per fare un uomo – 2:50 (Francesco Guccini)
2. Ma piano (Per non svegliarmi) – 2:35 (Gianni Meccia)
3. Il disgelo – 2:17 (Francesco Guccini)
4. Baradukà – 1:58 (Cesare Tagliazucchi)
5. Noi – 1:54 (Francesco Guccini)
6. Dio è morto (se Dio muore, è per tre giorni poi risorge) – 2:42 (Francesco Guccini)

Durata totale: 14:16
Bonus tracks:
1. La mia libertà (Solo nella versione in musicassetta intitolata "I Nomadi")
2. Racconta tutto a me (Solo nella versione in musicassetta intitolata "I Nomadi")
3. Donna la prima donna (Solo nella ristampa su vinile in edizione limitata del 1993)
4. Giorni tristi (Solo nella ristampa su vinile in edizione limitata del 1993)

## Formazione
- Augusto Daolio – voce
- Beppe Carletti – tastiere
- Franco Midili – chitarre
- Gianni Coron – basso
- Bila Copellini – batteria